# Coelichneumon piceipennis
Coelichneumon piceipennis là một loài tò vò trong họ Ichneumonidae.